# Päide
Päide  est un village estonien appartenant à la commune de Rakvere dans le Virumaa occidental. Au 1er janvier 2010, il compte 97 habitants. 